# زيزفورة طوروسية
زيزفورة طوروسية (الاسم العلمي:Ziziphora taurica) هي نوع من النباتات يتبع جنس الزيزفورة من الفصيلة الشفوية.